# If You Go Away (New-Kids-on-the-Block-Lied)
If You Go Away ist ein Lied der US-amerikanischen Pop-Band New Kids on the Block aus dem Jahr 1991. Es wurde von John Bettis, Trey Lorenz und Walter Afanasieff geschrieben und am 2. Dezember 1991 vorab als erste und einzige Single des Greatest-Hits-Albums H.I.T.S. ausgekoppelt.

## Hintergrund
If You Go Away wurde von John Bettis, Trey Lorenz und Walter Afanasieff geschrieben und von Afanasieff produziert. Es erschien im Dezember 1991 über das Label Columbia Records als Single. Es war die erste Single nach der Trennung der Gruppe vom langjährigen Manager Maurice Starr. Es handelt sich um eine Popballade, bei der hauptsächlich Jordan Knight und Joey McIntyre singen. Danny Wood übernahm eine gesprochene Passage. Im Songtext bittet der Protagonist seine Freundin, ihn nie zu verlassen, stellt sich aber vor, was geschehen würde, wenn sie es täte.
Die Single brachte die Gruppe vorübergehend zurück, nachdem drei Titel zuvor die Billboard Hot 100 nicht erreichen konnten. Dennoch war es ihr letzter Top-20-Erfolg in den USA. Er erreichte Platz neun im Vereinigten Königreich und Platz 16 in den USA. In Deutschland erreichte sie Platz 34, in Norwegen Platz vier.
In den Bravo-Jahrescharts 1992 und 1993 erreichte If You Go Away mit 882 und 716 Punkten jeweils den ersten Platz.

## Musikvideo
Auch ein Musikvideo wurde zu dem Song gedreht. Es wurde in Schwarzweiß aufgenommen und zeigt die Gruppenmitglieder vor einem Vorhang singend und tanzend, auch eine tanzende Frau ist zu sehen.